# 강회
강회(-膾)는 미나리나 실파 등을 데쳐 엄지손가락 정도의 굵기와 길이로 돌돌 감은 음식이다. 초고추장에 찍어 먹는다.

## 종류
- 고수강회(호유강회): 익히지 않은 고수를 돌돌 말아서 초고추장에 찍어 먹는다.[2]
- 미나리강회: 3cm 정도 되게 썬 편육이나 제육 또는 대파 대가리에 실고추와 잣을 얹고, 이것을 데친 미나리 줄기로 감은 음식이다.[3] 안주나 반찬으로 먹는다.[3]
- 쑥갓강회: 데친 쑥갓 돌돌 감아 초고추장에 찍어 먹는다.[4]
- 파강회: 데친 실파로 돼지고기나 편육을 휘감아 상투처럼 만들고, 잣을 박아 만든다.[5] 초고추장에 찍어 반찬으로 먹는다.[5]
  - 실파강회(세총강회): 실파를 똘똘 말아 초고추장에 찍어 먹는다.[6]
- 한련강회: 한련의 잎이나 줄기 또는 마르지 않은 씨를 고추장에 찍어 먹는다.[7]

## 같이 보기
- 숙회